# Volbacher Mühle
Die Volbacher Mühle ist ein Ortsteil im Stadtteil Herkenrath von Bergisch Gladbach.

## Geschichte
Im oberen Volbachtal steht die Volbacher Mühle, die mit dieser Bezeichnung auch im Urkataster aufgeführt wird.
Im Jahr 1819 hatte man hier eine Mühle erbaut. Bis vor einigen Jahren wurde darin auch eine Bäckerei für Brot und Feingebäck betrieben. Zwei Quellbäche des Volbachs kommen hier zusammen. Gleichwohl reichte das Wasser für einen längeren Betrieb der Mühle nicht aus. Deshalb hatte man einen etwa 400 Meter langer Umbach angelegt, der einen Mühlenteich speiste, damit das Wasserrad länger angetrieben werden konnte. Die Gebäude dienen heute nur noch zu Wohnzwecken.